# Reprezentacja Czechosłowacji U-21 w piłce nożnej mężczyzn
Reprezentacja Czechosłowacji U-21 w piłce nożnej – młodzieżowa reprezentacja Czechosłowacji sterowana przez Československý fotbalový svaz. Jej największym sukcesem jest mistrzostwo Europy młodzieży w 1972 roku. Do 1976 w młodzieżowej reprezentacji mogli występować piłkarze do 23 lat. W 1994 została rozformowana w związku z podziałem Czechosłowacji.

## Sukcesy
- Mistrzostwa Europy U-23/U-21:
  - mistrz (1x): 1976

## Występy w ME U-23
- 1972: Mistrz
- 1974: Ćwierćfinał
- 1976: 3. miejsce w grupie 1

## Występy w ME U-21
- 1978: Ćwierćfinał
- 1980: Ćwierćfinał
- 1982: Nie zakwalifikowała się
- 1984: Nie zakwalifikowała się
- 1986: Nie zakwalifikowała się
- 1988: Ćwierćfinał
- 1990: Ćwierćfinał
- 1992: Ćwierćfinał
- 1994: Ćwierćfinał